# Mathilde Laigle

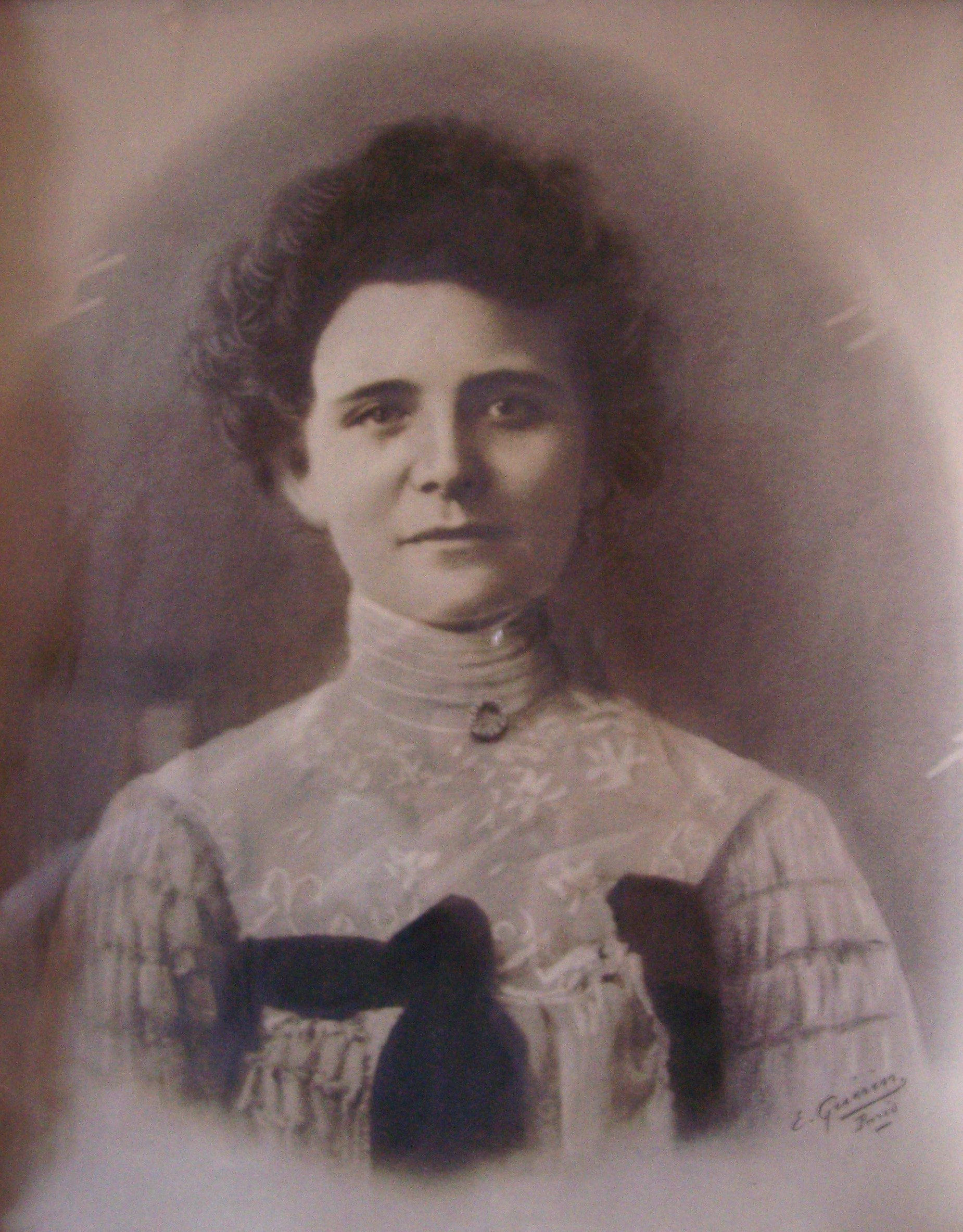
Mathilde Laigle, Porträtfotografie von Guérin, ca. 1900

Mathilde Laigle (* 23. März 1865 in Vandoncourt; † 1. Mai 1950 in Beaumont-de-Pertuis) war eine französische Historikerin, Autorin und Hochschullehrerin.
Laigle war eine der ersten Französinnen, die ein amerikanisches Hochschulstudium absolvierten. Sie war die erste, die eine kritische Ausgabe von Christine de Pizans Ratgeberbuch für Frauen Livre des trois vertus herausgab und Europa und seine Bibliotheken nach Erstausgaben des Werks durchforstete. Sie veröffentlichte einen Essay über den historischen und literarischen Hintergrund von Christine de Pisan, der ihr neben einem der zeitgenössischen Historiker die Anerkennung als eine der Pionierinnen der Frauengeschichte einbrachte. Schließlich ist sie eine der ersten Französinnen, die an einer Universität (in den Vereinigten Staaten am Wellesley College) lehrte und an zahlreichen Sammelwerken in englischer Sprache beteiligt war. Mathilde Laigle ist auch eine wenig bekannte Dramatikerin, die Stücke für Kinder geschrieben hat, darunter Une heure au château d’Étupes.

## Leben
Mathilde Laigle wurde in eine protestantische Familie geboren. Ihre Grund- und Sekundarschulausbildung absolvierte sie in Montbéliard, deren Lehrerin sie nachhaltig prägte, und wo sie das Abitur machte.
Es ist wahrscheinlich, dass sie zunächst ein Studium an einer französischen Universität absolvierte, denn von 1895 bis 1903 war sie Erzieherin der Kinder des Gouverneurs von Iowa, eine Position, die sicher einen hohen Bildungsabschluss als Qualifikation erforderte. Sie wurde von Gouverneur William Larrabee und seiner Frau Anna Matilda Appelman beschäftigt, um die vier Töchter unter den sieben Kindern des Paares in kultivierten Manieren und feinen Umgangsformen zu unterrichten. Dazu gehörte auch, dass sie regelmäßig französische Sprachstunden und oft ganze Tage, an denen nur Französisch gesprochen wurde, abhielt. Tochter Helen hatte Laigle während des Besuchs der St. Katherine’s School in Davenport kennen gelernt und brachte sie zu einem Besuch nach Montauk mit. Laigle studierte zusammen mit den Kindern an der University of Iowa.
Der Ehepaar war politisch der progressiven Bewegung innerhalb der Republikanischen Partei zuzurechnen. Appelman war dafür bekannt, dass sie sich für das Recht der Frauen auf Bildung (aber nicht auf das Wahlrecht) einsetzte. Sie teilte zwar einige der Ideen der Frauenwahlrechtsbewegung, war aber keine Feministin, eine Nuance, die sich später im Werk von Laigle widerspiegelt. Es ist anzunehmen, dass diese liberale Atmosphäre im amerikanischen Sinne des Wortes Laigle ansprach. Zwischen Laigle und Appelman entwickelte sich eine langandauernde enge Freundschaft. Im Jahr 1905 erhielt sie von den Larrabees 5.000 US-Dollar, um ihr Studium an der Columbia University fortzusetzen. Laigle schrieb in ihrem Dankesbrief an das Ehepaar: „Montauk has ever been the sweetest home I had in life. You are not only my benefactor financially, Mr. Larrabee, but you always have been so, morally and intellectually, and my ambition in life is to become more and more worthy of your interest and precious friendship.“
Laigle schrieb eine Dissertation über mittelalterliche französische Literatur und der Doktortitel öffnete ihr die Türen zu einer Lehrtätigkeit am Wellesley College. Aus dem Archiv von Ellis Island kann man entnehmen, dass Mathilde Laigle zumindest nach 1892 mindestens noch drei Transatlantikreisen unternahm, und zwar zwischen 1904, 1908 und 1918. Sie kehrte aber nicht nach Frankreich zurück, und zwar aus dem einfachen Grund, dass zu dieser Zeit keine französische Universität eine Frau als Professorin akzeptierte. Die Jahrbücher 1906 und 1907 des Wellesley Colleges verzeichnen ihren Namen als Instructor in French. Vermutlich hatte sie aber einen langjährigen Vertrag zur Lehre.
Gleichzeitig beteiligte sich Mathilde Laigle an historischen und literarischen Veröffentlichungen, vor allem zusammen mit George Frederick Kunz. Der Verleger Honoré Champion wandte sich daraufhin an sie und beauftragte sie, für die Éditions Honoré Champion und deren Reihe Bibliothèque du XVe siècle die erste kritische Ausgabe des Werk Le Livre des trois vertus à l’enseignement des dames von Christine de Pizan zu betreuen. Sie ist auch unter dem Untertitel Le Trésor de la Cité des Dames bekannt. Laigle verlässt für eine Weile die Vereinigten Staaten, um auf der Suche nach den Manuskripten von Christine de Pizan eine Reise durch europäische Bibliotheken zu unternehmen. Sie besuchte die Bibliothèque nationale de France, die Bibliothèque de l’Arsenal in Paris, die Bibliothèque municipale de Lille, das British Museum, die Königliche Bibliothek Belgiens und die Königliche Öffentliche Bibliothek in Dresden, um Manuskripte von Christine de Pizan zu vergleichen. Sie führte dreizehn Handschriften auf, anhand derer sie die Geschichte des Buches nachvollziehen konnte. Der 1912 erschienenen kritischen Ausgabe ging ein Essay über das mittelalterliche literarische Milieu voraus. Entsprechend dem Vorwort darin, dürfte Laigle eine Schülerin von Joseph Bédier und Mario Roques gewesen sein.
Laigle versucht in den Überlegungen zur Geschichte der Frauen, die sie im Rahmen der Ausgabe von Pizan entwickelt, über feministische und antifeministische Ansichten hinauszugehen. 1888 hatte William Minto in seiner Arbeit Christine de Pisan, a medieval Champion of her Sex vorgetragen, dass Pizan eine Pionierin des Feminismus war. Laigle versucht diese Ansicht in einem die Ausgabe von Le Livre des trois vertus begleitenden Kapitel Le prétendu féminisme de Christine de Pisan zu widerlegen. Sie entwickelt zwei Ideen. Die erste ist, dass die Autorin des Buches nicht gegen den Antifeminismus ihrer Zeit war:

Le prétendu féminisme de Christine de Pisan ». Elle y développe deux idées, la première étant que l’auteure du Livre des trois vertus ne s’oppose pas à l’antiféminisme de son époque : « Je ne sais pas le sens exact qu’on attache à ce mot de féminisme à propos de Christine, mais […] les revendications qu’elle propose par le respect de l’usage, la pratique, les devoirs, le culte de l’honneur, tels qu’une femme sensée et vertueuse les concevait au XVe siècle. Il semble que l’antiféministe le plus convaincu ne pourrait que gracieusement s’incliner devant le féminisme de Christine de Pisan.

„Ich kenne nicht die genaue Bedeutung, die dem Wort Feminismus in Bezug auf Christine beigemessen wird, aber […] die Forderungen, die sie durch die Achtung der Sitte, der Praxis, der Pflichten, des Ehrenkults, wie sie eine vernünftige und tugendhafte Frau im fünfzehnten Jahrhundert empfand, stellt. Es scheint, dass der überzeugteste Antifeminist sich dem Feminismus von Christine de Pisan nur gnädig beugen kann.“

Der zweite Gedanke ist, dass Pizan keine Forderungen stellt, die man als „feministisch“ bezeichnen könnte:

Le livre des trois vertus, tout attaché aux devoirs et non aux droits de la femme, ne porte aucune trace de ces timides protestations, et si Christine nourrissait quelques secrètes velléités de révolte contre le sort injuste réservé à ses sœurs, nous n’en savons rien. Elle n’en parle pas. «La cité des dames» nous fournirait aussi bien son contingent d’idées anti-féministes.

„Das Buch der drei Tugenden, in dem es um die Pflichten und nicht um die Rechte der Frauen geht, enthält keine Spur dieser zaghaften Proteste, und wenn Christine einen geheimen Wunsch hegte, sich gegen das ungerechte Schicksal ihrer Schwestern aufzulehnen, so wissen wir nichts davon. Sie spricht nicht darüber. Die Stadt der Damen würde uns im Gegenteil mit antifeministischen Ideen versorgen.“

Sie räumt jedoch ein, dass in Pizans Werk „der Keim einer feministischen These“ zu finden ist, in dem „Christine es wagt, für Frauen die gleichen Bildungsfähigkeiten wie für Männer zu proklamieren und damit ein gleiches Recht“.
Laigle lässt sich nicht auf eine Debatte ein, die in ihren Augen zu zeitgenössisch ist, und schlägt eine andere Lesart vor: „Was Christine predigt, ist nicht das Murren, die Rebellion gegen bestehende Gesetze oder Sitten, sondern die persönliche Energie, das ständige Bemühen, das Böse abzuwehren: es zu vermeiden, wenn es möglich ist, es abzuschwächen, wenn es nicht ausgelöscht werden kann, oder es mit Mut zu ertragen, wenn es stärker ist als der menschliche Wille.“
Die Rezeption der damaligen Fachwelt war auch zu der differenzierten Darstellung harsch ablehnend. Der Mediävist Ernest Langlois sprach ihr in seiner Kritik in der Zeitschrift Bibliothèque de l’École des chartes 1913 vor allem die Wissenschaftlichkeit ab: „Mademoiselle Laigle verfügt über ein vielseitiges und umfangreiches Wissen und hat es ihren Lesern vorbehaltlos zur Verfügung gestellt; zweifellos wird es den größten Teil ihres Publikums interessieren und belehren, aber Historiker, die mit dem Mittelalter vertraut sind, werden vielleicht nicht viel daraus lernen.“
Dass dies vorzugsweise zeittypische männliche Vorurteile zur Autorin aber auch zum Gegenstand der Untersuchung waren, zeigt die durchgängige, spätere Rezeption von Laigles Werk.

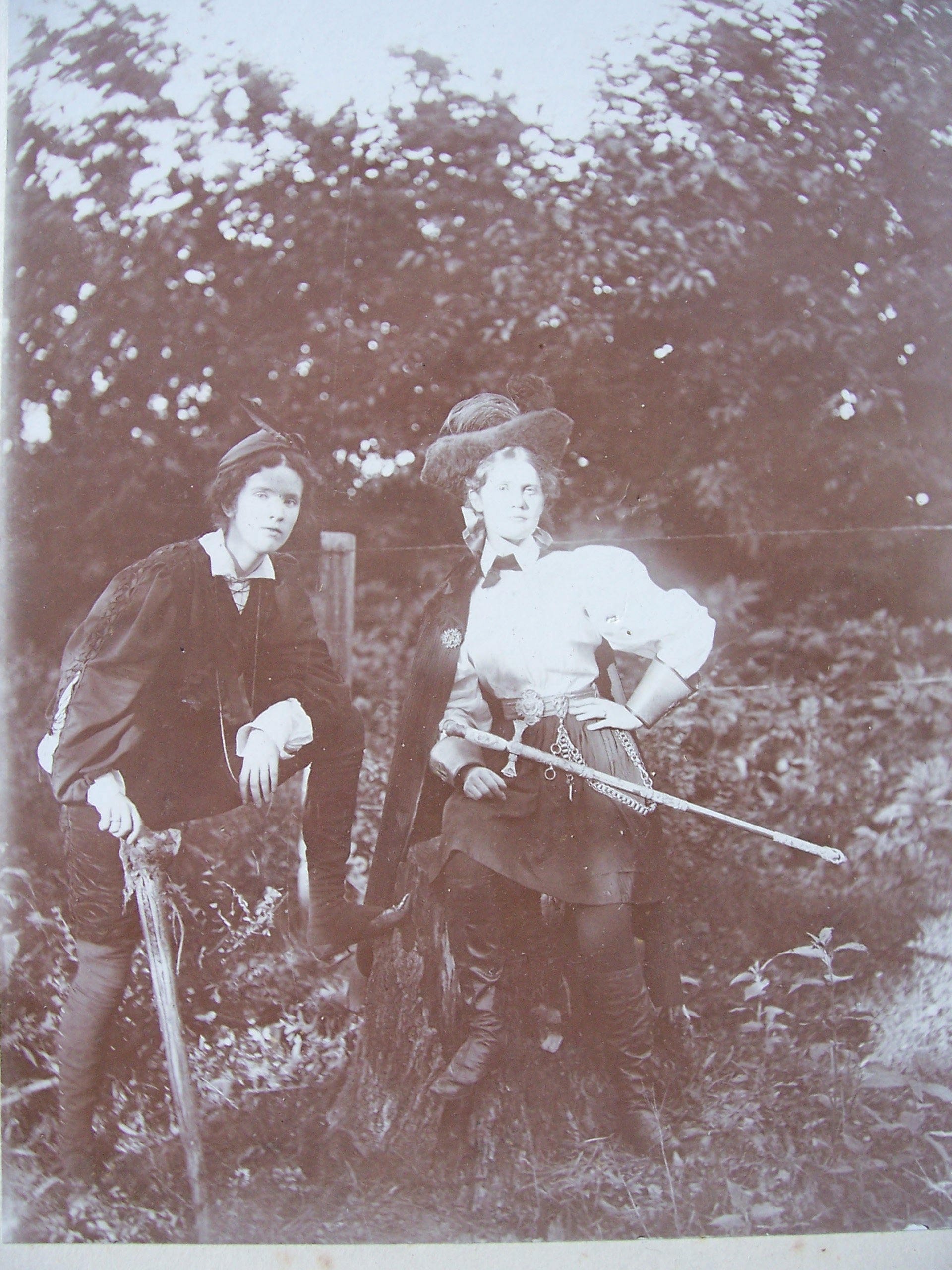
Une heure au chateau d’Étupes, zwei Komödiantinnen
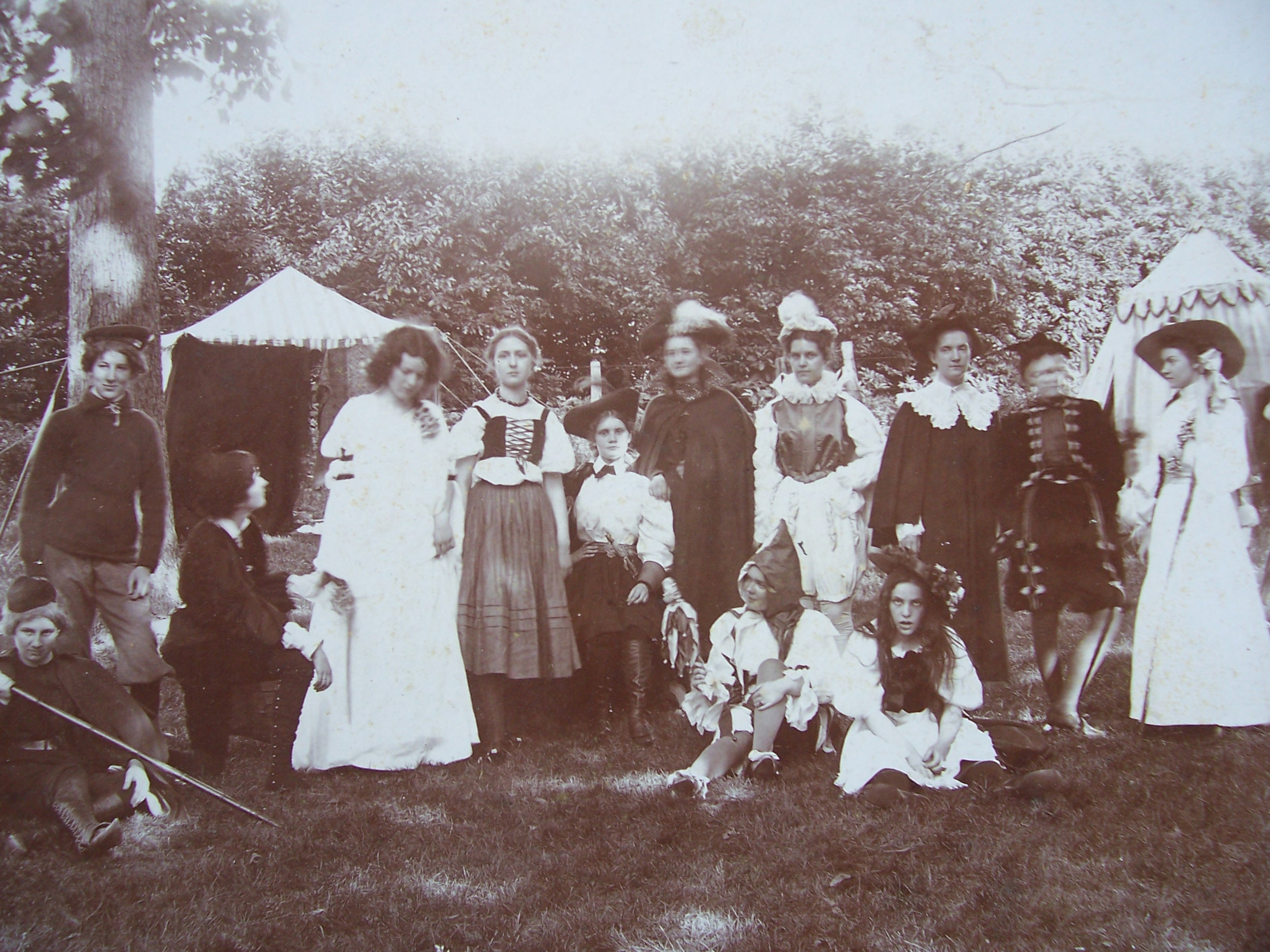
Une heure au château d’Étupes, die Truppe
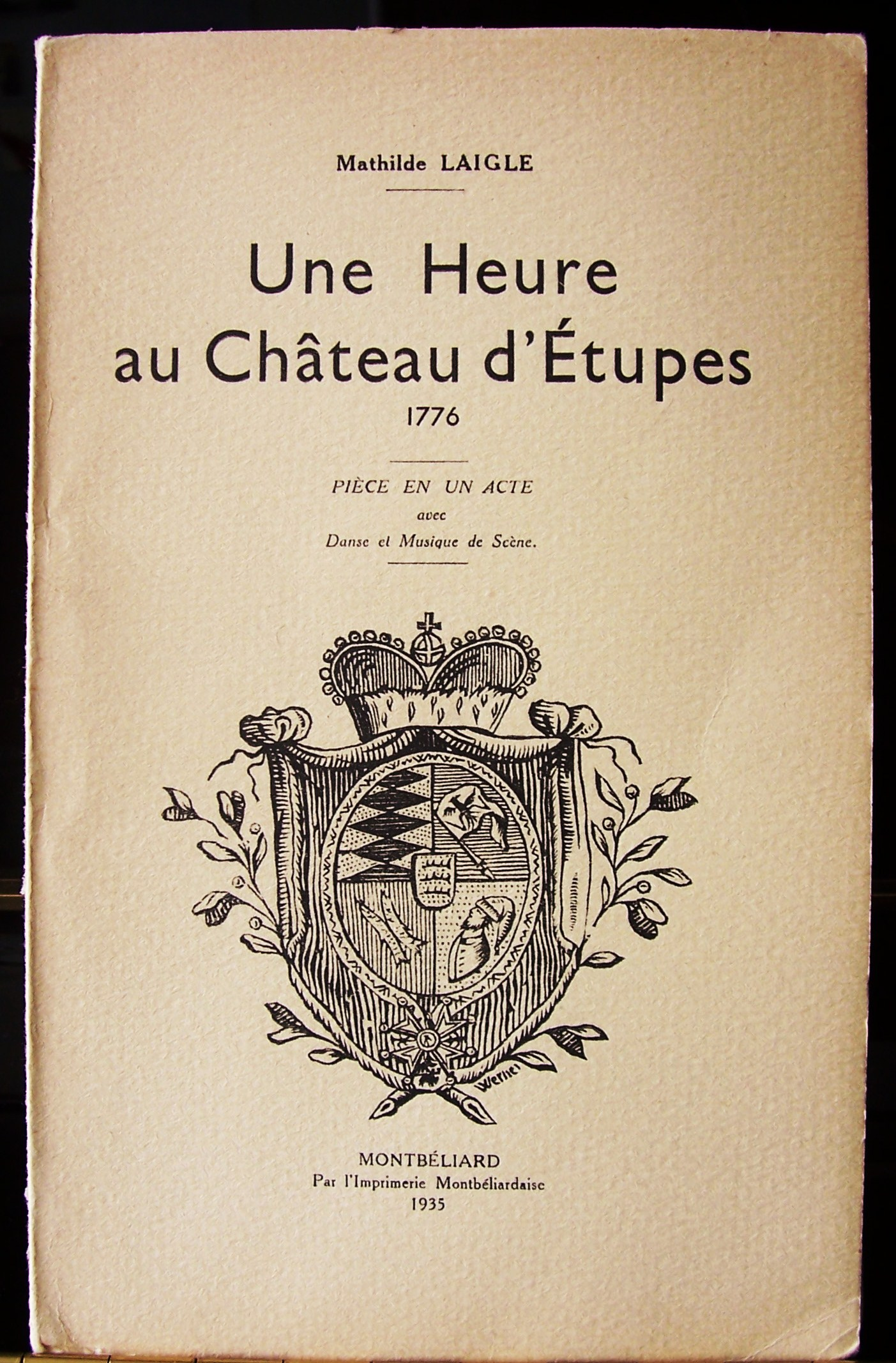
Une heure au château d’Étupes, Druck von 1935

Am 11. Februar 1932, im Alter von siebzig Jahren, kaufte sie mit ihrer Schwester Eva Laigle-Mottet, einer Mathematiklehrerin, ein Haus in Beaumont-de-Pertuis; sie zogen ihren Neffen Philippe Chambart, den Sohn ihrer Schwester Léonie Laigle-Chambart, auf. In diesem Dorf begann sie ihre zweite Karriere als Kinderbuchautorin. Überliefert ist ein Stück, das von Kindern aufgeführt werden soll. Laigle schreibt in ihrer Einleitung: „Alles spielt sich auf derselben Bühne ab, ohne dass das Bühnenbild gewechselt wird, um die Aufführung zu erleichtern. Es handelt sich um eine einfache Reihe von Szenen, die nicht länger als 1 bis 1,15 Stunden dauern wird. Dieses Stück wurde für die Dorfbewohner der Region Montbéliard geschrieben, für die das Patois köstliche Erinnerungen hervorruft, und nicht für Städter oder Intellektuelle.“
Sie starb dort 1950 und ist auf dem Dorffriedhof begraben. Eine vollständige Bibliographie ihrer meist auf Englisch, ansonsten auf Französisch veröffentlichten Arbeiten steht noch aus.